# القدادرة (اكروطة)
القدادرة هو دُوَّار يقع بجماعة أولاد صالح، إقليم النواصر، جهة الدار البيضاء سطات في المملكة المغربية. ينتمي الدوّار لمشيخة اكروطة التي تضم دوارين. يقدر عدد سكانه بـ 920 نسمة حسب الإحصاء الرسمي للسكان والسكنى لسنة 2004.

## روابط خارجية
- البوابة الوطنية للجماعات الترابية
- المندوبية السامية للتخطيط